# Єрмаки (Вікуловський район)
Єрмаки́ (рос. Ермаки) — село у складі Вікуловського району Тюменської області, Росія.
Населення — 265 осіб (2010, 340 у 2002).
Національний склад станом на 2002 рік:
- росіяни — 99 %